# Los Trabantos
Los Trabantos – polski zespół, którego muzykę określano mianem "melodyjnego, kabaretowego punk-rocka", założony w Warszawie, w 2002 r. z inicjatywy Kasi Sobczyk (znanej wcześniej z folk-rockowej grupy Jak Wolność To Wolność). Oprócz niej zespół tworzyli: saksofonistka Marta Czeszejko-Sochacka, gitarzystka Graża Malinowska, basistka Ula Jabłońska (wrzesień 2005 – październik 2006 Ania Brachaczek) i perkusista Dariusz Gosk.
Pierwszą płytę zespół nagrał w lutym 2005 r..
Zespół zawiesił działalność w październiku 2006.

## Dyskografia
Albumy zespołu:
- Między rabarbarem a pomidorem (2005)[3].

Składanki, na których znalazł się co najmniej jeden utwór formacji:
- „Radio Świetlicki” (2004)
- „Dolina Lalek - Tribute To Kryzys Vol. 2” (2006)[4].